# Grad (gmina Grad)
Grad – wieś w Słowenii, siedziba gminy Grad. W 2018 roku liczyła 649 mieszkańców.